# Collada Catalana

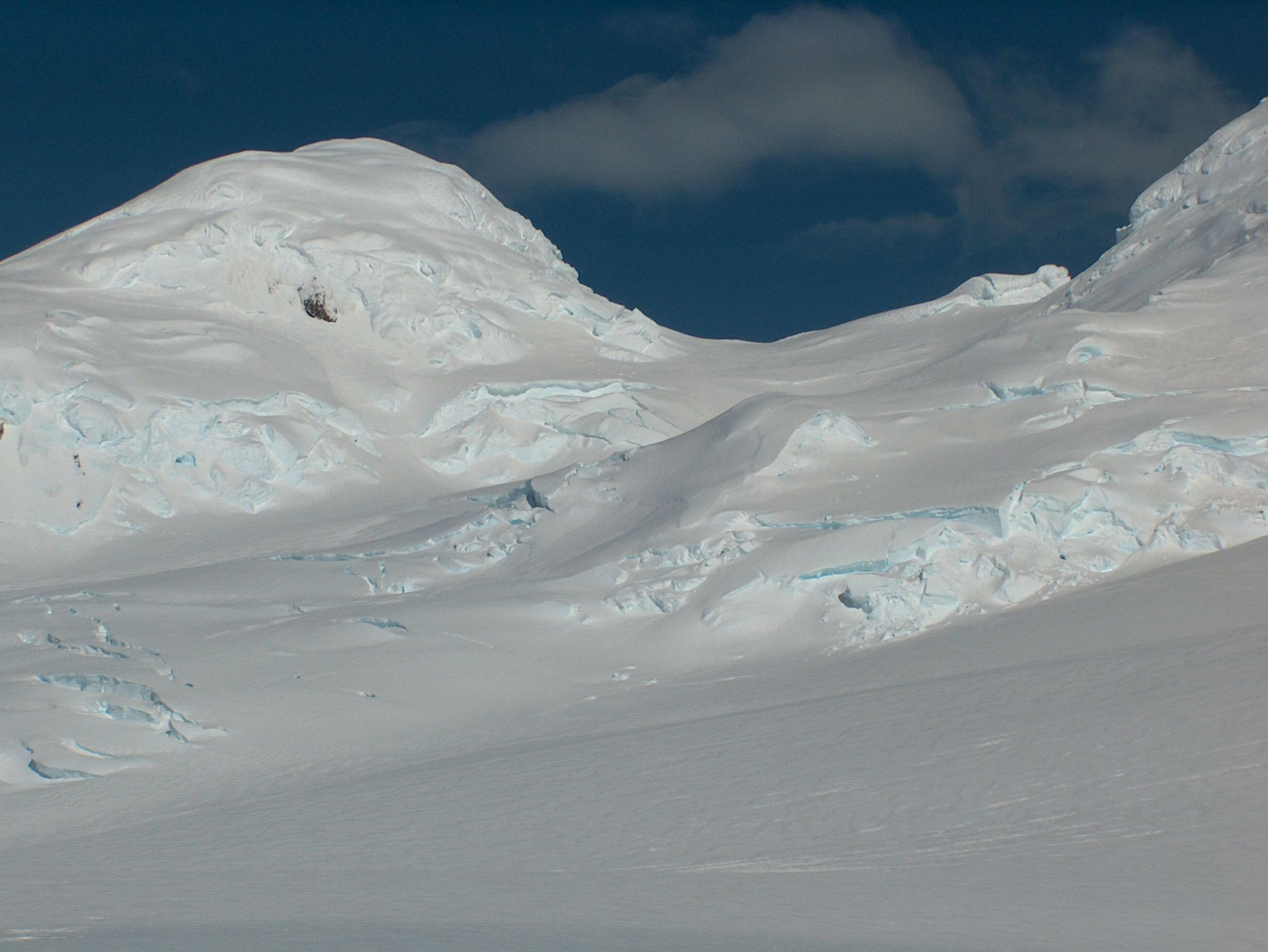
Collada Catalana.

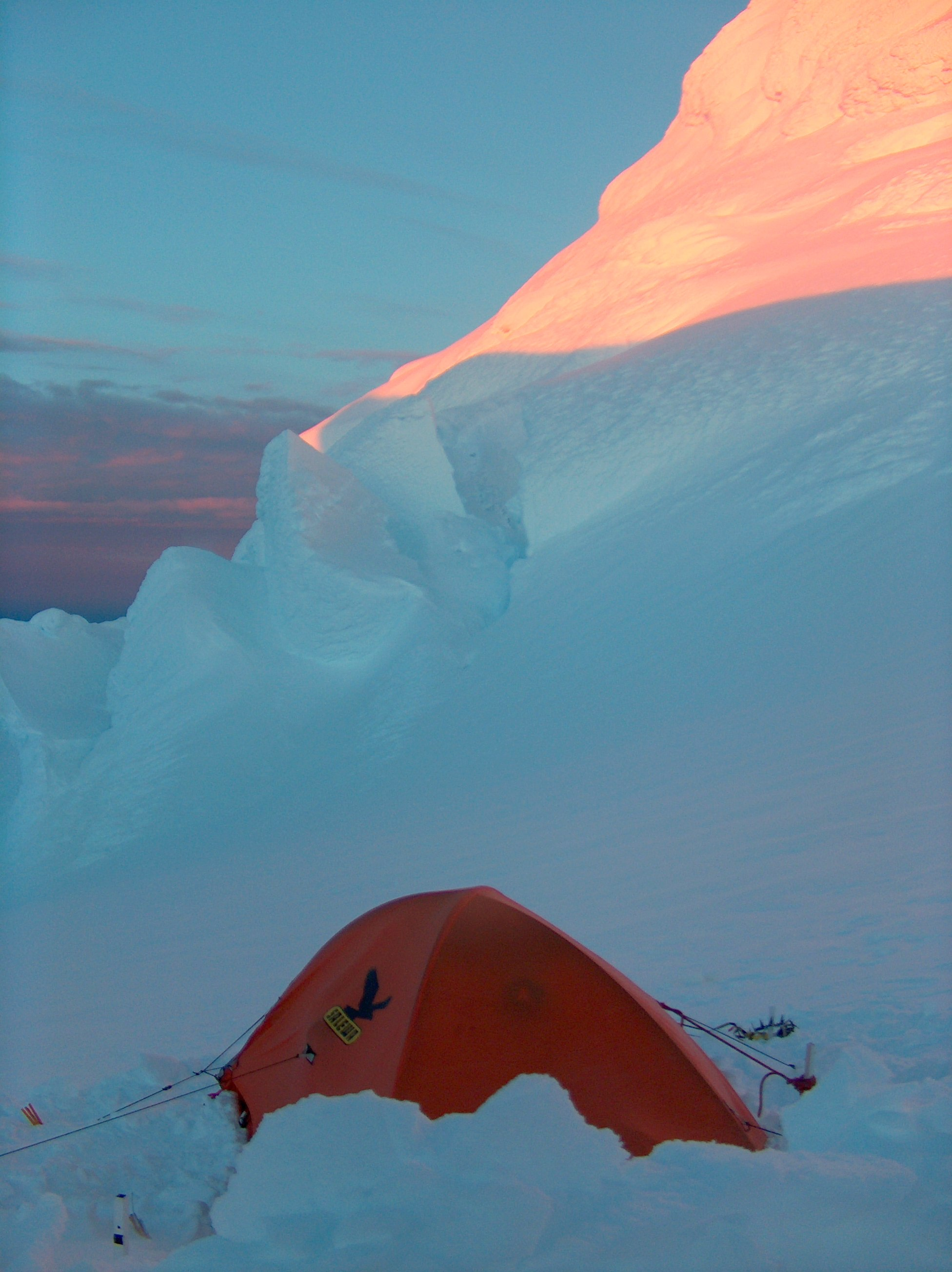
Bivac a la Collada Catalana.

La Collada Catalana (Katalunska Sedlovina \ka-ta-'lun-ska se-dlo-vi-'na\ en búlgar) és una collada a 1.260 metres d'altitud situada a la carena de Friesland, dins de les muntanyes Tangra a l'Illa Livingston (Shetland del Sud).
La collada està emmarcada entre el Pic Lyaskovets a l'est i la carena Presian a l'oest. La collada va ser anomenada així per la Comissió Búlgara per als Topònims Antàrtics en honor dels catalans Francesc Sàbat Montserrat i Jorge Enrique de la Base Antàrtica Joan Carles I, que establiren la primera ruta pel coll cap al Mont Friesland el 30 de desembre de 1991.

## Mapa

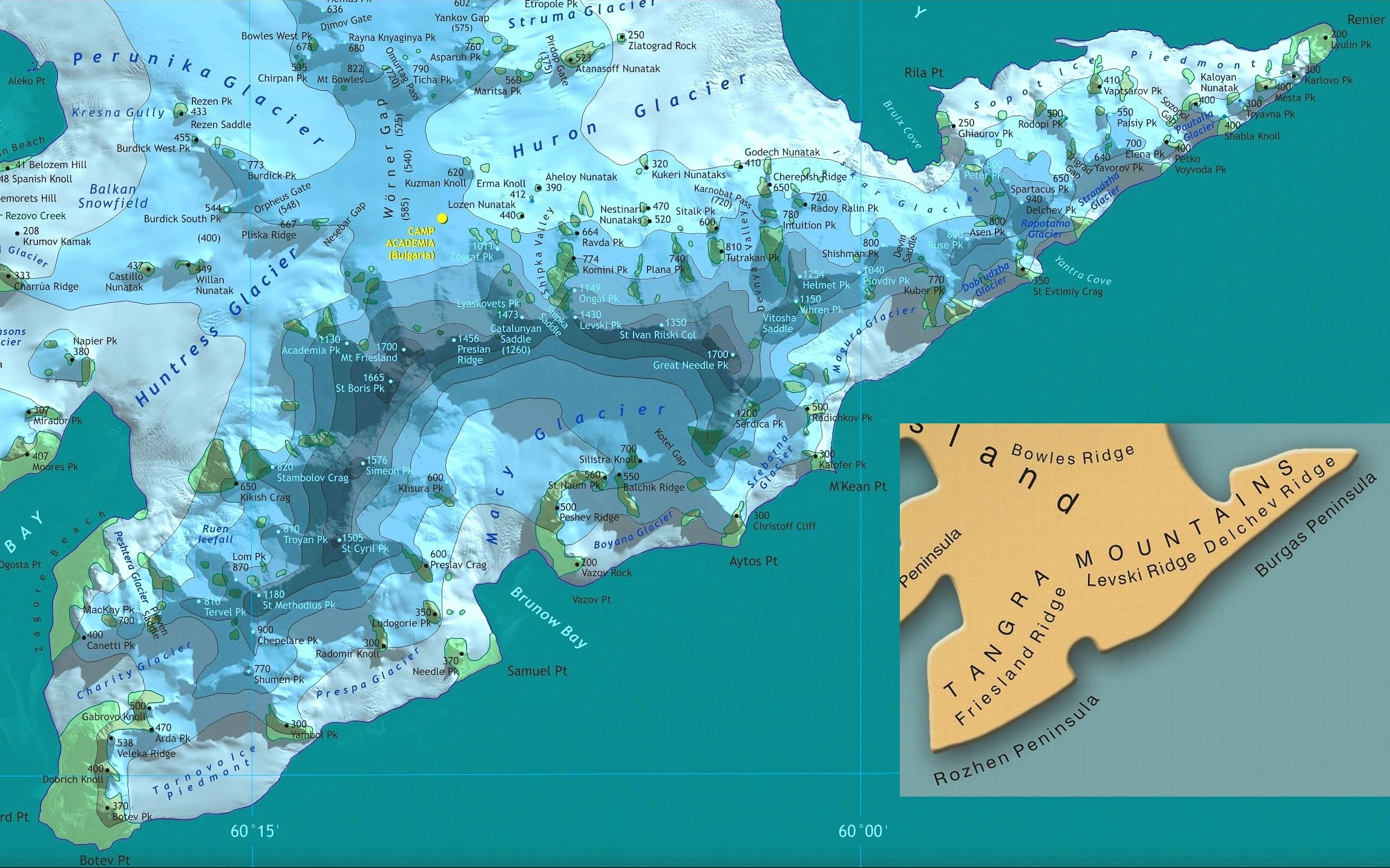
Mapa de les Muntanyes Tanga on se situa la Collada Catalana.